# Маланвиль
Маланвиль (фр. Malanville) — коммуна, округ, город Бенина. Площадь 3 016 км², население 168 006 человек (2013).

## История
Маланвиль имеет чрезвычайно разнообразное население, состоящее из большой мусульманской общины, большой христианской общины, говорящих по-французски и говорящих на местных языках, а также нескольких исповедующих местные религии. Кухня представляет собой смесь африканской и европейской.

## География
Маланвиль расположен в северном регионе Бенина, вдоль границы Бенина и Нигера, в 733 км от Котону. Он связан с городом Гая в Нигере мостом через реку Нигер. Рельеф и климат пустынные, засушливые и солнечные, маловодные. Коммуна граничит на севере с Нигером, на юге с Канди и Сегбаной, на западе с Каримамой и на востоке с Нигерией.

## Административное деление
Маланвиль разделен на пять округов: Маланвиль, Гару, Гене, Мандекали и Томбуту. В их состав входят 20 деревень и 12 городских округов.

## Экономика
Население Маланвиля занимается в основном сельскохозяйственной деятельностью, за которой следуют торговля, транспорт и ремесла. Основными выращиваемыми культурами являются рис, лук, арахис и помидоры. Туризм растёт, поскольку общая граница с Нигером позволяет посетителям познакомиться с Национальным парком W, заповедником со слонами, жирафами и т. д. Такие услуги, как отели и рестораны, начинают развиваться из-за более высокого уровня туризма.